# Rödskuldrad nålfågel
Rödskuldrad nålfågel (Campephaga phoenicea) är en fågel i familjen gråfåglar inom ordningen tättingar.

## Utbredning och systematik
Fågeln förekommer från Senegal och Gambia till södra Sudan, Etiopien och Eritrea söderut til norra Republiken Kongo, norra Demokratiska republiken Kongo, Uganda och västra Kenya. Den behandlas som monotypisk, det vill säga att den inte delas in i några underarter.

## Status
Arten har ett stort utbredningsområde och beståndet anses vara stabilt. Internationella naturvårdsunionen IUCN listar den därför som livskraftig (LC).

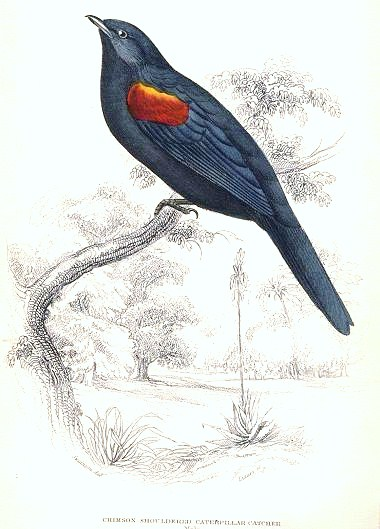
Hane